# Max Treu (Byzantinist)
Max Treu (vollständiger Name Ernst Albert Maximilian Treu, * 14. Mai 1842 in Stendal; † 29. Juli 1915 in Berlin-Schlachtensee) war ein deutscher Klassischer Philologe, Byzantinist und Gymnasialdirektor.

## Leben und Werk
Max Treu, der Sohn eines Apothekers, wuchs in Stendal in der Altmark auf, wo er das Gymnasium besuchte und am 26. März 1861 die Reifeprüfung ablegte. Anschließend studierte er an der Friedrich-Wilhelms-Universität Berlin Klassische Philologie. Am 15. November 1864 legte er die Lehramtsprüfung in den Fächern Deutsch, Latein, Griechisch und Religion ab. 
Treu verbrachte seine berufliche Laufbahn im preußischen Schuldienst. Nach dem Probejahr am Gymnasium zu Pyritz (Pommern) war er an verschiedenen Gymnasien in Schlesien tätig: Vom 1. Oktober 1865 bis zum 31. März 1871 als ordentlicher Lehrer in Jauer, vom 1. April 1871 bis zum 31. März 1872 als Oberlehrer am Friedrichsgymnasium in Breslau, vom 1. April 1873 bis zum 30. September 1877 als Prorektor am Gymnasium in Waldenburg. Am 27. Juni 1877 wurde er zum Direktor des Gymnasiums in Ohlau bestellt und erhielt den Professorentitel; er trat dieses Amt am 1. Oktober 1877 an. Zum 1. Oktober 1883 wurde er zum Direktor des Friedrichsgymnasiums in Breslau ernannt, wo er fast 10 Jahre lang tätig war. Treu stand in regem Austausch mit anderen Wissenschaftlern und Pädagogen der Provinzhauptstadt. Er wurde unter anderem zum wirklichen Mitglied der Schlesischen Gesellschaft für vaterländische Kultur gewählt.
Zum 1. April 1893 wurde Treu zum Direktor des Viktoria-Gymnasiums in Potsdam berufen. Er verließ darum Schlesien und zog nach Berlin-Schlachtensee. Während der 15 Jahre, die er bis zu seiner Pensionierung am Viktoria-Gymnasium tätig war, erhielt er zahlreiche Ehrungen: Die Philosophische Fakultät der Berliner Universität verlieh ihm zum 24. Dezember 1897 die Ehrendoktorwürde. 1900 wurde ihm der Rote Adlerorden 4. Klasse verliehen, 1907 (anlässlich seiner Pensionierung) der Kronenorden 3. Klasse.
Neben dem Schuldienst war Treu, der nie eine akademische Karriere angestrebt hatte, sein Leben lang wissenschaftlich tätig. Während seiner Jahre in Jauer und Waldenburg veröffentlichte er drei Abhandlungen zur Überlieferungsgeschichte verschiedener Schriften des Plutarch. Seine Abhandlungen erschienen in Schulprogrammen und verschiedenen philologischen Zeitschriften (Byzantinische Zeitschrift, Hermes, Philologus). Von besonderer Bedeutung waren seine Editionen der Briefe des Maximos Planudes (Breslau 1890), der Reden des Nikephoros Chrysoberges (* ca. 1160, † nach 1213?; 1892), der Gedichte des Theodoros Metochites (1895) und der Reden von Manuel Holobolos (* ca. 1245, † 1310/14; Potsdam 1906–1907). Außerdem beschrieb er einen großen Teil der griechischen Handschriften der Stadtbibliothek Breslau für einen Katalog, der 1889 erschien. Eine Edition der über 200 Briefe des Patriarchen Gregor II. von Zypern konnte er nicht fertigstellen.

## Schriften (Auswahl)
- De Plutarchi libellis qui in codice Tischendorfiano VII. insunt dissertatio. Jauer 1867 (Schulprogramm)
- De codicibus nonnullis Parisinis Plutarchi Moralium narratio. Jauer 1871 (Schulprogramm)
- Der sogenannte Lampriascatalog der Plutarchschriften. Waldenburg 1873 (Schulprogramm)
- Hapluchiris Michaelis versus e codice Neapolitano. Waldenburg 1874 (Schulprogramm)
- Zur Geschichte der Überlieferung von Plutarchs Moralia 1. Waldenburg 1877 (Schulprogramm)
- Maximi Planudis comparatio hiemis et veris. Ohlau 1878 (Schulprogramm)
- Excerpta anonymi Byzantini ex codice Parisino suppl. gr. 607 A. Ohlau 1880 (Schulprogramm)
- Zur Geschichte der Überlieferung von Plutarchs Moralia 2. Ohlau 1881 (Schulprogramm)
- Zur Geschichte der Überlieferung von Plutarchs Moralia 3. Breslau 1884 (Schulprogramm)
- Maximi Monachi Planudis Epistulae. 5 Teile, Breslau 1886–1890 (Schulprogramm); separat, Breslau 1890. Nachdruck Amsterdam 1960
- Mitarbeit: Catalogus codicum Graecorum, qui in bibliotheca urbica Vratislaviensi adservantur. Breslau 1889
- Nicephori Chrysobergae ad Angelos orationes tres. Breslau 1892 (Schulprogramm)
- Eustathii Macrembolitae quae feruntur aenigmata. Breslau 1893 (Schulprogramm)
- Dichtungen des Groß-Logotheten Theodorus Metochites. Breslau 1895 (Schulprogramm)
- Theodori Pediasimi eiusque amicorum quae exstant. Potsdam 1899 (Schulprogramm)
- Matthaios, Metropolit von Ephesos. Potsdam 1901 (Schulprogramm)
- Manuelis Holoboli Orationes I. Potsdam 1906 (Schulprogramm)
- Manuelis Holoboli Orationes II. Potsdam 1907 (Schulprogramm)